# Дебальцеве (станція)
Деба́льцеве — позакласна вузлова сортувальна станція Донецької дирекції Донецької залізниці. Розташована в однойменному місті Донецької області.
На станції знаходилося відділення Луганської митниці для вантажних та пасажирських поїздів, що перетинали кордон України та Російської Федерації.

## Історія
Будівля залізничного вокзалу є однією із найперших станційних побудов, споруджених наприкінці XIX століття і збереглася до наших днів. Будівлю будували за індивідуальним проєктом. Вона відрізнялася оригінальністю конструкції і неповторністю архітектурних форм.
З самого початку на тому місці, де зараз знаходиться побутовий корпус локомотивного пасажирського депо, було побудовано дерев'яну півтораповерхову будівлю вокзалу Дебальцевого. Будівництво основної частини нинішнього вокзалу, за винятком будівлі касового залу, тривало близько 14 років — з 1879 по 1893 роки. Зводили будівлю сотні робочих, користуючись примітивними інструментами.
В одному із залів Палацу культури залізничників був виставлений на загальний огляд макет, що відображав будівництво будівлі вокзалу. До наших днів він не зберігся. В результаті нещасного випадку, що стався під час будівництва, загинув один з керівників будівництва. На його честь біля будівлі вокзалу споруджено монумент, зруйнований під час Другої світової війни.

У путівнику «Супутник пасажира», виданому більше ніж 100 років тому комерційним агентом Південно-Східних залізниць А. І. Радзевським, сказано: 
|  | «Дебальцеве — величезна будівля пасажирського вокзалу красиво і різько виділяється серед пустельної степової місцевості. Великий зал 1 і 2 класів і окремо для пасажирів 3 і 4 класів. Прекрасний буфет з усякого роду стравами та напоями, вмістом касимовими татарами — один з кращих на лінії Південно-Східних залізниць». |

У 1887 році на вокзалі станції Дебальцеве перебував письменник Антон Чехов. Будівля вокзалу представилася його погляду острівцем у безкрайньому степу, проте вже тоді станція Дебальцеве мала особливе значення у Донецькому краї, так як перебувала на перетині шляхів сполучення. Сталеві артерії Донецького краю, пересічні в Дебальцевому, стрімко змінювали життя Російської імперії. Вони і стали початком розвитку міста Дебальцеве. У листі рідним Антон Чехов зобразив невелику схему, в центрі якої намалював великий гурток, від якого у шести напрямках відгалужуються лінії у різних напрямках. «Центральна кулька, — писав Антон Чехов  — це станція Дебальцеве, решта кульки — це станції Бахмут, Лисичанськ, Луганськ та інші»
28 квітня 1918 року підрозділи Армії УНР на чолі з полковником Володимиром Сікевичем звільнили станцію Дебальцеве від окупації російських більшовиків-комуністів. Трофеями Армії УНР стали 1000 вагонів, 16 паровозів, 1 гармата та 1 кулемет. Операцію зі звільнення станції Дебальцеве здійснювали вояки 3-го Запорізького полку імені Богдана Хмельницького. Після визволення станції Дебальцеве український полк рушив до станції Колпакове (нині — селище при станції Ровеньківського району Луганської області), яка тоді знаходилася на адміністративній межі Катеринославської губернії та Області Війська Донського. Впродовж квітня-листопада 1918 року станція Дебальцеве входила до складу Української Держави гетьмана Павла Скоропадського. Після початку антигетьманського повстання Директорії УНР станція Дебальцеве була тимчасово окупована донськими козаками.
У 1936 році до будівлі вокзалу була споруджена прибудова — касовий зал.
У роки Другої світової війни будівля була сильно зруйнована. Впродовж 1946—1953 років відновлена і введена в експлуатацію частинами. Вокзал станції Дебальцеве 1-го класу острівного типу. Двоповерхова будівля загальною площею 2355,36 м²., має 30 приміщень.

## Сучасність
До 2014 року на станції знаходилося відділення Луганської митниці для вантажних і пасажирських поїздів, що перетинали кордон Росії та України.
У результаті запеклих боїв навколо Дебальцеве станцію було вщент зруйновано. Проте 28 березня 2015 року керівництво невизнаних ДНР та ЛНР запустило приміський електропоїзд сполученням Ясинувата — Луганськ через Криничну, Дебальцеве, що підтверджує сайт Яндекс.

## Меморіальні дошки

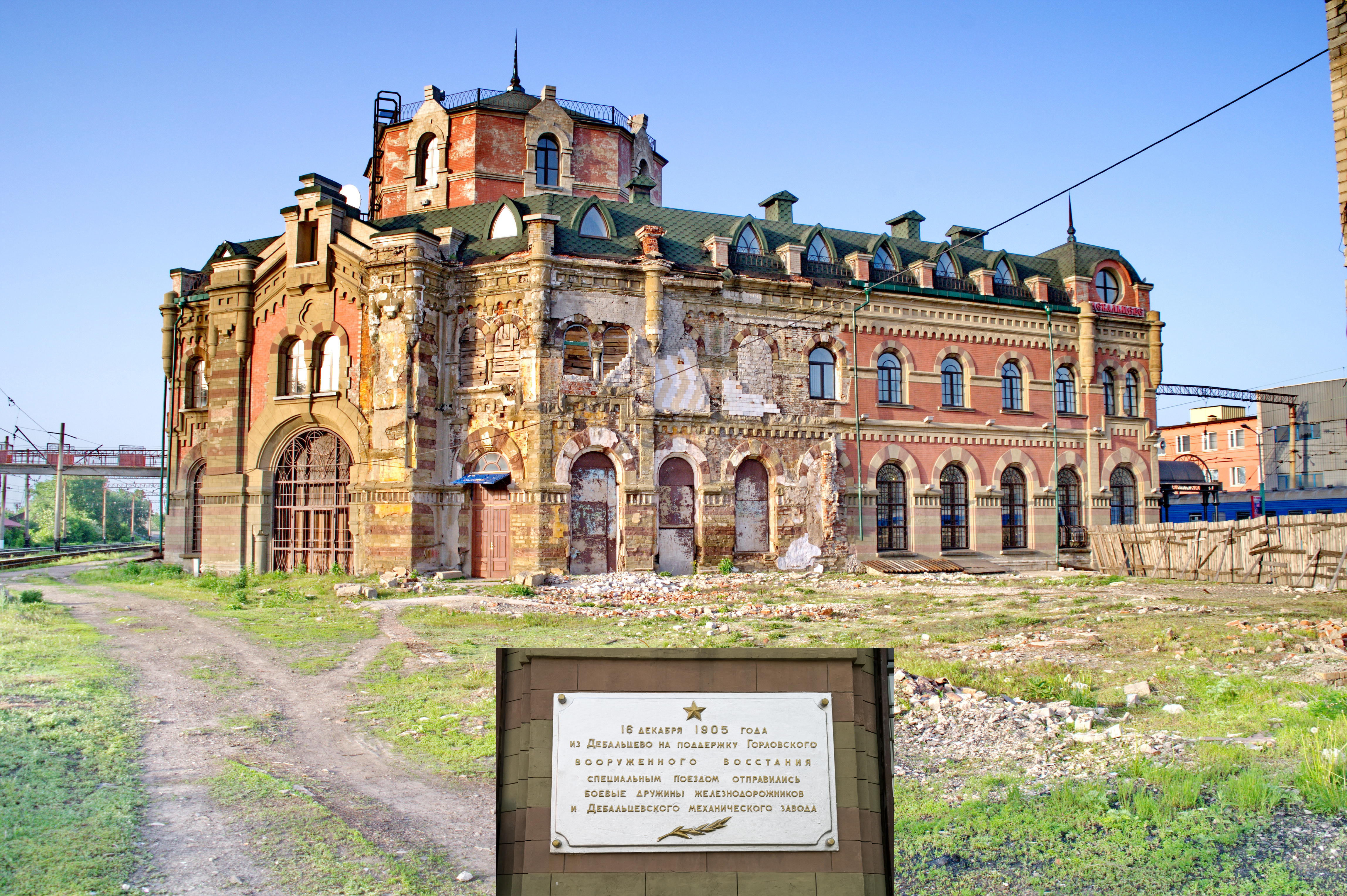
Охоронний номер 202. ID 14-109-08 Пам'ятне місце відправлення робітничих дружин на підтримку Горлівського збройного повстання

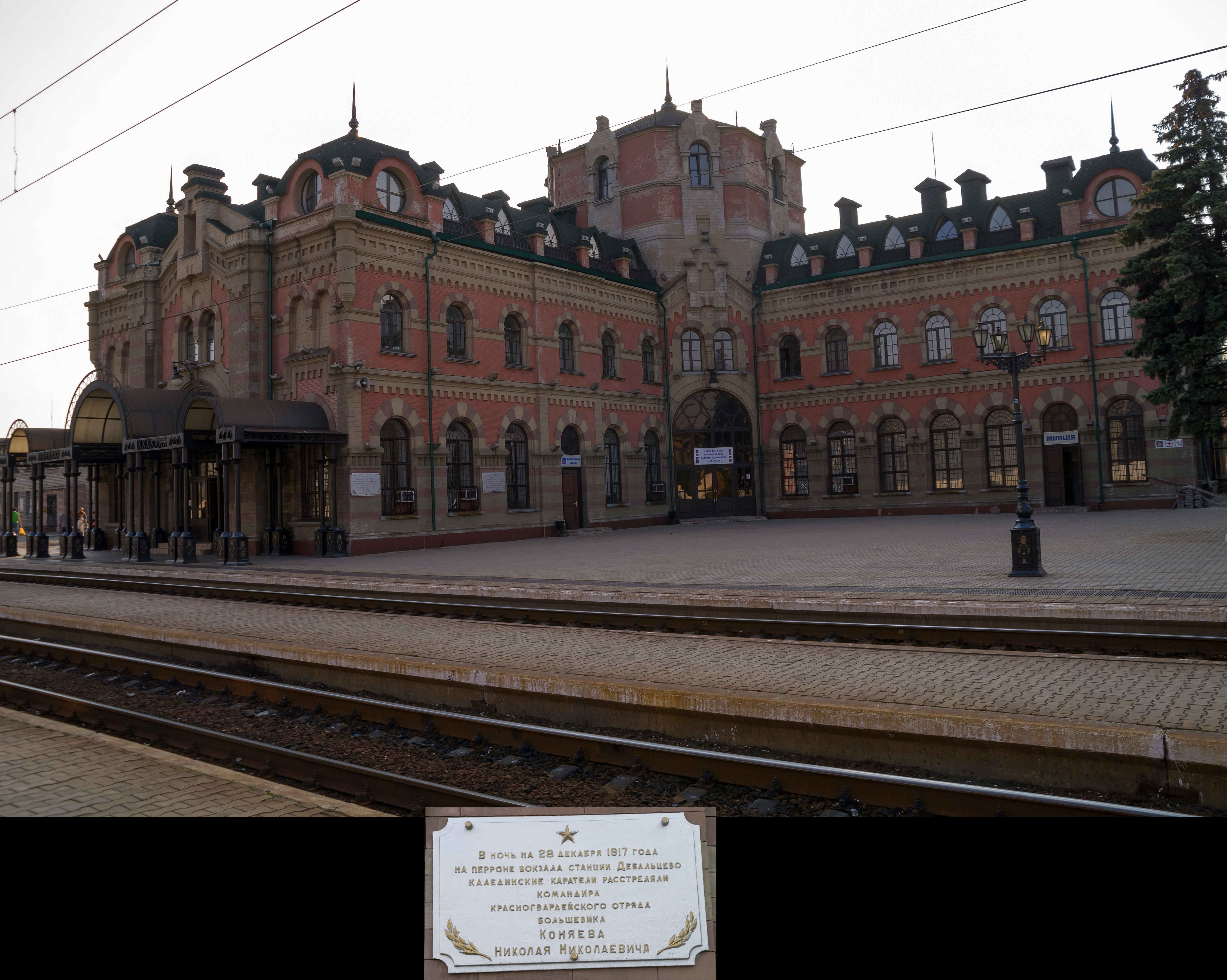
Місце страти командира Червоної гвардії Микола Коняєв

Меморіальні дошки, встановлені на фасаді будівлі, інформують про те, що:
- 1 грудня 1878 року Дебальцевський залізничний вузол введений в експлуатацію;
- 16 грудня 1905 року бойові дружини залізничників вирушили на допомогу озброєному Горлівському повстанню;
- 2 грудня 1917 року був розстріляний командир червоногвардійського загону Микола Коняєв калединцями.

У касовому залі меморіальна дошка свідчить про те, що тут, в стінах цієї будівлі, народився метод компостування проїзних документів у поїздах.

## Сполучення
Дебальцеве — один із найважливіших транспортних вузлів на Донбасі. На станції перетинаються такі лінії:
- Довжанська — 113 км;
- Луганськ — 76 км;
- Микитівка — 32 км;
- Іловайськ — 95 км;
- Ясинувата (через Монахове) — 64 км;
- Ясинувата (через Горлівку) — 74 км;
- Софіно-Брідська — 61 км.

## Поїзди далекого сполучення, що курсували до2014року
| №                    | Маршрут сполучення     | №                    | Маршрут сполучення     |
| -------------------- | ---------------------- | -------------------- | ---------------------- |
| 19 «Лугань»          | Київ — Луганськ        | 20 «Лугань»          | Луганськ — Київ        |
| 91                   | Одеса — Луганськ       | 92                   | Луганськ — Одеса       |
| 125 «Молода Гвардія» | Київ — Луганськ        | 126 «Молода Гвардія» | Луганськ — Київ        |
| 133                  | Київ — Луганськ        | 134                  | Луганськ — Київ        |
| 341                  | Сімферополь — Луганськ | 342                  | Луганськ — Сімферополь |
| 787                  | Харків — Луганськ      | 788                  | Луганськ — Харків      |

## У мистецтві
В автобіографічній повісті «Климко» Григір Тютюнник згадує про станцію Дебальцеве на шляху маленького хлопчика додому. На ній німецький військовий викинув Климка з вагону. Від Дебальцевого хлопцю залишалось ще 60 км шляху, які він пройшов за 2 дня.

## Галерея

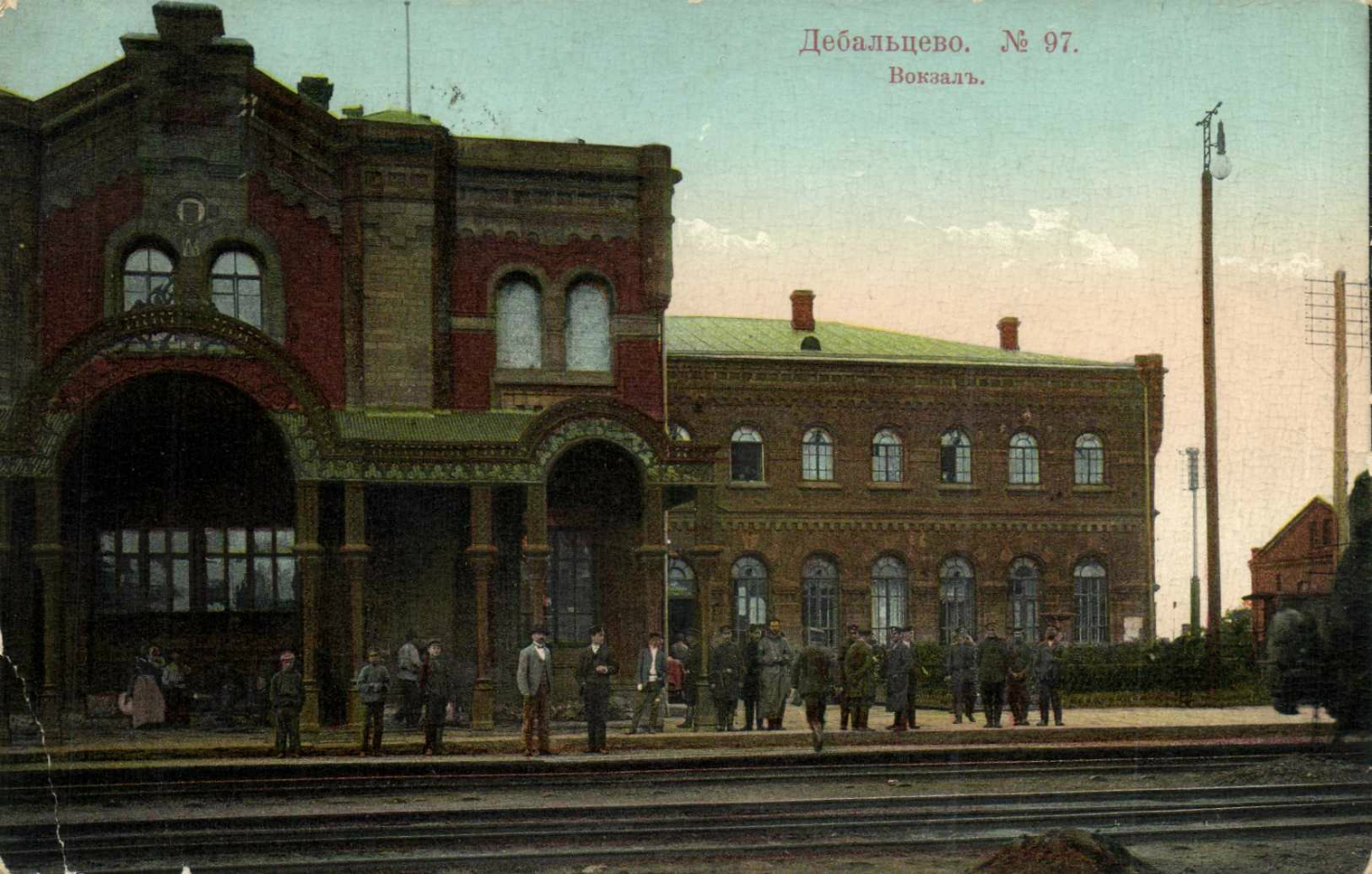
Вокзал Дебальцеве
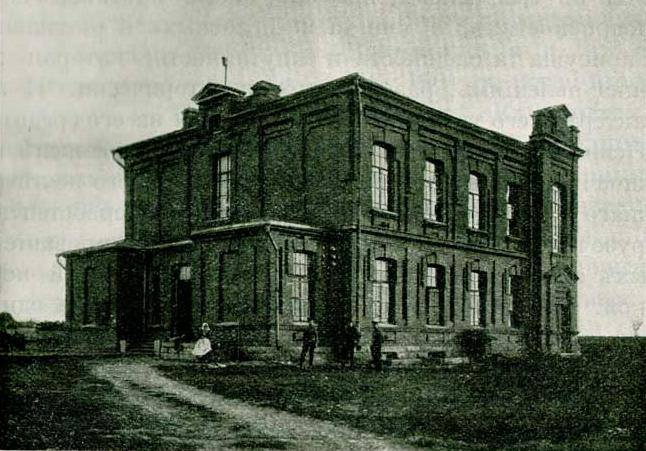
Дореволюційне фото Дебальцеве-Сортувальна
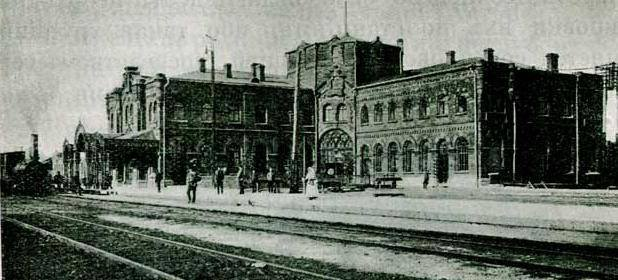
Дореволюційне Дебальцеве